# Impatiens batanggadisensis
Impatiens batanggadisensis är en balsaminväxtart som beskrevs av Utami. Impatiens batanggadisensis ingår i släktet balsaminer, och familjen balsaminväxter. Inga underarter finns listade i Catalogue of Life.